# Scurrula
Scurrula, biljni rod iz porodice ljepkovki. Pripada mu blizu 30 vrsta poluparazitskih biljaka na jugoistoku Azije.

## Vrste
1. Scurrula aphodastrica Barlow
2. Scurrula argentea Danser
3. Scurrula atropurpurea (Blume) Danser
4. Scurrula chingii (W.C.Cheng) H.S.Kiu
5. Scurrula cordifolia (Wall.) G.Don
6. Scurrula corynitis (Spreng.) G.Don
7. Scurrula didyma Barlow
8. Scurrula eglandulosa Rajasek.
9. Scurrula elata (Edgew.) Danser
10. Scurrula ferruginea (Roxb. ex Jack) Danser
11. Scurrula fusca (Blume) G.Don
12. Scurrula gongshanensis H.S.Kiu
13. Scurrula gracilifolia (Roxb. ex Schult. & Schult.f.) Danser
14. Scurrula leenhoutsii Rajasek.
15. Scurrula lepidota (Blume) G.Don
16. Scurrula meeboldii (Gamble) Danser
17. Scurrula montana Danser
18. Scurrula notothixoides (Hance) Danser
19. Scurrula oortiana (Korth.) Danser
20. Scurrula paramjitii L.J.Singh
21. Scurrula parasitica L.
22. Scurrula phoebe-formosanae (Hayata) Danser
23. Scurrula pulverulenta (Wall.) G.Don
24. Scurrula rhopalocarpa (Kurz) Danser
25. Scurrula robertsonii (Gamble) Danser
26. Scurrula steenisii Rajasek.
27. Scurrula tsaii (S.T.Chiu) Yuen P.Yang & S.Y.Lu